# Jarmila Glazarová

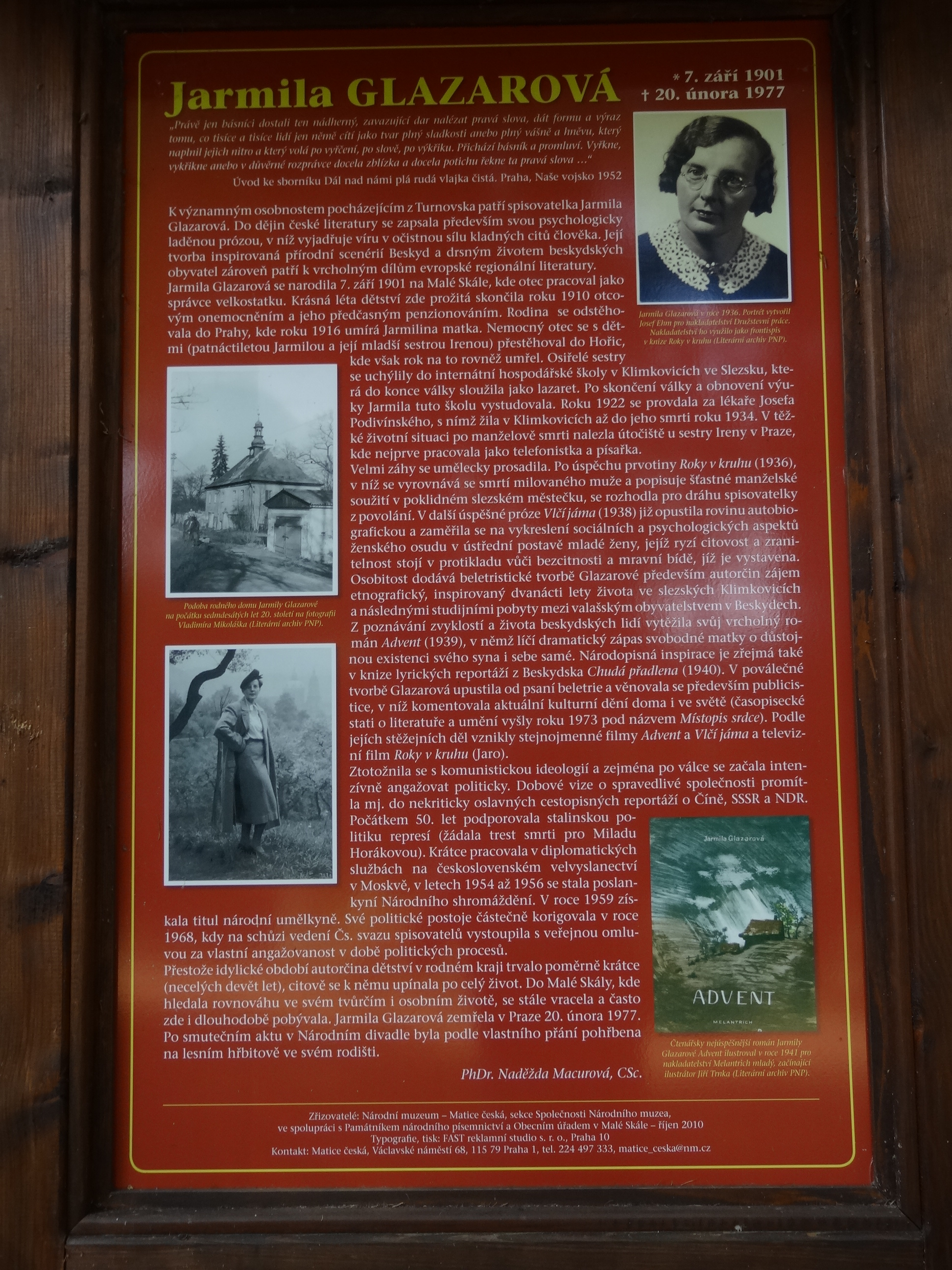
Informační tabule u hrobu Jarmily Glazarové na lesním hřbitově v Malé Skále

Jarmila Glazarová, provdaná Podivínská, (7. září 1901, Malá Skála – 20. února 1977, Praha) byla česká spisovatelka, laureátka Státní ceny, národní umělkyně.

## Život

### Mládí
Byla starší ze dvou dcer úředníka (též udáváno správce pivovaru a velkostatku) Gottharda Glazara (* 1867) a jeho manželky Gabriely, rozené Proboštové (1874–1916). Od roku 1902 byla rodina policejně hlášena na Královských Vinohradech (dnes Praha). Brzy jí zemřeli rodiče; matka zemřela 17. února 1916, otec s dcerami se odstěhoval do Hořic, kde roku 1917 též zemřel. Jarmila Glazarová a její mladší sestra Irena (* 1903) se uchytily v internátní hospodářské a hospodyňské škole v Klimkovicích ve Slezsku, která fungovala za války jako lazaret. Po ukončení války a obnovení školy ji Jarmila Glazarová v letech 1919–1921 vychodila.

### Manželství
V roce 1923 se provdala za Ludvíka Vaňka, správce školy v Josefovicích[nepřesný odkaz] a po rozvodu se roku 1926 provdala za klimkovického lékaře Josefa Podivínského (1872–1934). Život s Josefem Podivínským později popsala v knize Roky v kruhu. Manžel zemřel náhle, na mrtvici, a Jarmila Glazarová se přestěhovala do Prahy.

### Dráha spisovatelky
Po přestěhování do Prahy se Jarmila Glazarová nejprve živila jako telefonistka a písařka. V roce 1935 začala pracovat na Rocích v kruhu, ve kterých vypisovala historii svého manželství, aniž by zpočátku měla literární ambice. Již první vydání této prvotiny v roce 1936 bylo příznivě přijato a spisovatelka např. získala Baťovu literární cenu k uctění památky TGM 10 000 Kč. Úspěch jí umožnil žít jako spisovatelka z povolání. Při přípravě svých děl Chudá přadlena a Advent trávila v letech 1939–1941 několikaměsíční období v Horní Bečvě a okolí. Jako literátka se Jarmila Glazarová po druhé světové válce věnovala publicistice.

### Poválečná politická činnost
V roce 1946 podepsala prokomunistické „Májové poselství kulturních pracovníků českému lidu!“ publikované před květnovými volbami do Ústavodárného Národního shromáždění. Tento předvolební manifest komunistů podepsalo celkem 843 kulturních pracovníků a komunisté volby vyhráli. Později podepsala prokomunistickou výzvu Kupředu, zpátky ni krok!, jež byla vydána dne 25. února 1948 pro podporu komunistického převratu.
V letech 1946–1948 působila jako kulturní atašé na československém velvyslanectví v Moskvě. Ve volbách roku 1954 byla zvolena za Komunistickou stranu Československa do Národního shromáždění ČSR ve volebním obvodu Praha-město. V Národním shromáždění zasedala do září 1956, kdy rezignovala a nahradila ji Alena Bernášková.
Při stalinistických soudních procesech na přelomu 40. a 50. let se podílela na kampaních s nimi spojených (mj. podporovala trest smrti pro Miladu Horákovou). V roce 1968 na schůzi vedení Svazu československých spisovatelů přednesla projev, v němž vyjádřila lítost nad svou angažovaností v době procesů. Invazi vojsk Varšavské smlouvy do Československa v roce 1968 označila ve svém příspěvku do Rudého práva za okupaci. Na počátku 70. let podepsala petici ve prospěch politických vězňů. Podpis však zase odvolala kvůli tomu, že petici podepsaly i známé osobnosti opozice.
Byla jí udělena Státní cena 1. stupně za knihu Leningrad (1951), dále Československá cena míru (1956) a Řád práce (1961). V roce 1959 byla jmenována národní umělkyní.
Často pobývala v Turnově a v rodné Malé Skále, kde byla také na lesním hřbitově pohřbena.

## Dílo

### Knižní vydání (pouze první vydání v češtině)
Pro beletristická díla Jarmily Glazarové je charakteristický malý počet osob, mezi nimiž je hlavní postavou mladá žena. Roky v kruhu jsou historií jejího manželství. Vrcholná díla Jarmily Glazarové vznikla v období První republiky. Nejznámějším se stal Advent, který v letech 1939–1988 vyšel česky téměř dvacetkrát a byl překládán. Neméně úspěšná byla Vlčí jáma, která vyšla česky dvanáctkrát a byla též úspěšně zfilmována. Po roce 1945 byla její tvorba publicistická.
Beletristická tvorba:
- Roky v kruhu (V Praze, Družstevní práce, 1936); kronika 12 let jejího manželství (bylo velmi šťastné), manžel byl lékař; žili v městečku Klimkovice v těsném sousedství Ostravy, popisy prostředí, např. tramvaj Ostrava–Klimkovice
- Vlčí jáma (román, V Praze, Melantrich, 1938); líčí soužití venkovského starosty s jeho stárnoucí despotickou ženou a mladou schovankou
- Advent (román, V Praze, Melantrich, 1939; s ilustracemi Jiřího Trnky vydal Melantrich 1942, 1947, 1948, 1950 a Československý spisovatel 1972); vrcholné dílo (Tento román je řazen do baladických próz. Matka Františka hledá své ztracené dítě, když ho najde, zachrání ho před jistou smrtí a pomstí se na surovém muži a jeho milence, kteří způsobili její a synovo utrpení. Pro větší důvěryhodnost zde používá severomoravské nářečí.)
- Chudá přadlena (V Praze, Melantrich, 1940)
- Roky v kruhu (V Praze, Družstevní práce, 1940)
- Zahradník Hejduk (Obálka, ilustrace a úprava Zdenek Seydl, Praha, Alois Hynek, 1944)
- Zahradník Hejduk a O Lidušce, malířce pokojů (Ilustrace Milada Marešová, Praha, SNDK, 1960)

Publicistika (po roce 1945):
- Leningrad (kresby Karla Müllera, Praha, Svět sovětů, 1950); reportážní kniha, v roce 1951 poctěno Státní cenou 1. stupně.[15]
- Výmarský deníček (Praha, Družstevní práce, 1950)
- Dnes a zítra (fejetony, Praha, Československý spisovatel, 1952)
- Střední Čechy (Obrazovou část Karla Vika doprovázejí texty Jarmily Glazarové, Jana Pilaře, Ivana Skály, Praha, Orbis, 1953
- Jaro Číny (Praha, SNDK, 1954)
- Ani dálka, ani cizina (Praha, Československý spisovatel, 1959); reportážní stati z cest
- Píseň o rodné zemi (Praha, Československý spisovatel, 1960); budovatelské články a reportáže
- Básník domova (proslov k 150. výročí narození Karla Jaromíra Erbena, kresby Václav Sokol, Praha, Památník národního písemnictví, 1962)
- O kráse české řeči (ilustroval Karel Kinský, Havlíčkův Brod, Východočes. nakl., 1964)
- A přece klasikové (ilustrace Václava Rabase, V Praze, SPN, 1967)
- Místopis srdce (doslov Jaroslav Šimůnek, Praha, Albatros, 1973); soubor časopiseckých statí z let 1951 – 1972
- Milý a milostný český jazyk (projevy a pozdravy při festivalech Šrámkova Sobotka, V Sobotce, Středisko městské kultury Sobotka, 2001)

### Filmografie
Na náměty románů Jarmily Glazarové byly natočeny filmy:
- Advent (1956, režie Vladimír Vlček, hlavní role Nina Jiránková)
- Vlčí jáma (1957, režie Jiří Weiss, hlavní role Jana Brejchová, Jiřina Šejbalová, Miroslav Doležal)

## Valašské zvyky očima Jarmily Glazarové

### Vztah Glazarové k „horalům“
Jarmila Glazarová často pobývala v Beskydech a zamilovala si valašský lid. Sledovala jeho život, zvyky a tradice, které shromáždila do knih Chudá přadlena a Advent.

### Děti
Po narození se dítě nejdříve vykoupe. Koupel se provádí v co nejpěknější nádobě, aby byl potomek hezký.
„Narodilo-li se děvčátko, voda koupele se trochu osolí, aby až vyroste, bylo chutné. Lžičkou medu se osladí, aby kdys bylo sladké. Přilije se trochu mléka, aby mělo tělo bílé. Na dno se položí věchýtek slámy, aby mu vyrostly dlouhé vlasy. I několik penízků je radno položit do vaničky, aby se děcka drželo bohatství."
„Chasník se položí na baraní kožuch, aby byl silný a kudrnatý, aby byl teplej nátury a nikdy mu nebylo zima.“
„Zjara a v létě se vynese a položí chvilku na zelený trávník, kam nevkročila ničí noha, aby byl zdráv, svěží a aby rostl krásně a bujně jako tráva.“
Po koupeli se podá dítě matce, aby je políbila.
Důležitý den, který rozhoduje o životě dítěte, je ten, kdy matka potomka odstaví. Položí před něj knihu, růženec, peníze a cukroví. Podle toho, po čem dítě sáhne, se hádá, čím v dospělosti bude, jaká bude jeho povaha a zájmy.

#### Nemocné děti
Malé děti mohou snadno onemocnět. Nejčastější nemocí je podle horalů „vřed“. Představují si ji jako ďábla, který ničí tělo a duši. Některé děti se s vředem narodí, pozná se to podle opakujících se křečí. Vřed se může projevit také leknutím. Dítě vyděsí had, kterého uvidí v poledne, kominík, který z dálky vypadá jako čert, či mloci, kteří jsou vtělením hrůzy.
V tomto případě existuje několik způsobů, jak nemoc vyhnat z těla, například strhnout z těla košilku a zakopat ji. Velmi časté je „okuřování“, používá se k tomu svatebního věnce či pavího pera, zapálení hromničné svíčky nebo spálení třísek z devíti prahů. Horalé tomuto způsobu věří a používají jej.

#### Režim dětí
Děti odmalička pomáhají v hospodářství. Ty, které povyrostou, se starají o mladší sourozence. Chlapci pasou od jara do zimy krávy, děvčata chodí od 14 let do služby, aby se naučila práci v domácnosti a přilepšila rodině.
Musí dodržovat školní docházku, ale do výuky zasáhne dvakrát ročně mocnost, a to brambory – když se sází a když se sbírají.
„Neboť brambory jsou živitelem, jsou hrází proti potopě zoufání a hladu.“
„S brambory pracují děti odmalička. Tisíce, tisíce bramborů oškrabou k snídani, obědu i k večeři. Ach, jaká úmorná, jednotvárná práce. Kvůli bramborům taky nejčastěji hledají maminky březový prut. Ogaři mají stero výmluv, hlavně ovšem na učení a na školu, a odbývají škrabání, jak mohou.“

### Slavnost
Slavnosti, které jsou spjaty s vírou, jsou Velikonoce a Vánoce. Horalé také oslavují narození dítěte, úspěšnou sklizeň.

### Svatba
Svatba bývá obvykle v sobotu. Nejprve se vydá průvod v čele s ženichem k domu nevěsty. Nevěsta se zamkne a ženichovi se nejprve nabízí jiné převlečené ženy, které on odmítne a vyplatí je. Až pozná svou vyvolenou, následuje snídaně. Poté se vydají svatebčané do kostela, aby byli snoubenci oddáni.
Svatební hostina se koná v hostinci. Je přichystána spousta jídla a pití, tančí se a zpívá. Občas se také „povede“ nějaká hádka či bitka. Největší hostina však čeká doma. Hosté se na ni vydají k večeru.
V noci se vdané ženy ujmou nevěsty, nasadí jí čepec a čekají na ženicha. Opět mu nabízí převlečené ženy, aby je odmítl a poznal svou manželku. Tímto svatba končí a hosté se rozejdou domů.
„Svatba je největší událostí v životě horalů.
Není to nikterak záležitost dvou mladých lidí, kteří se rozhodnou žít spolu. Je to naopak událost, která se týká dvou četně rozvětvených rodin včetně strýců, tet, švagrů a švagrových. Docela snadno může být na slavné svatbě až osmdesát lidí.
V celém tom ruchu a shonu jsou nakonec ženich a nevěsta složkou docela podřadnou. Dívají se na všechny přípravy a chystání zpovzdálí, osamoceni za předivem svých snů a tužeb a plánů.“

### Zvířata
Důležitou roli v životě horala hraje kráva. Jejímu pořízení předchází šetření. Když pak roste, pase se a dává mléko, je majitel spokojen. Než se na jaře poprvé vyžene na pastvu, provede hospodář obřad:
„Uvázal kravám na ocasy po červeném hadříku, proti uřknutí. Na prahu stáje pálil na uhlíčku svěcené byliny a jejich teskným dýmem okuřoval těla krav. Vzdušný potůček neslyšně protéká šerem chléva a jeho korýtkem se vznáší a rozplývá uschlý květ šalvěje a lípy, podražce a křižovance, skropený svěcenou krůpějí. Krávy vdechují posvátný kouř i slova modliteb, jimiž se zachvívá vzduch a jejichž ochranná síla je bude provázet po zelené trávě nástrahami nepohod i závratí slunce, ode dneška až do pozdního podzimu.“

### Víra
Lidé na horách jsou velmi zbožní.
„Pán Bůh nám nedá zahynout. V objetí horských pásem se lopotíme jako mravenci. Nikdo však není nepatrný tak, aby o něm Pan Bůh nevěděl. Všechny útrapy tohoto světa zdoláme. Ústrky, nedostatek, boře a vichřice, všechna protivenství, která nám může způsobit pýcha a tvrdost hor, zdoláme. Ale my důvěře v Boha, v trpělivé a nenáročné práci vytrváme.“

## Ukázka recenze
- František Buriánek

(GLAZAROVÁ, J. Advent. 1975 S. 179–180.)
„Přebohatý materiál, který si nasbírala za tři léta v beskydských horách, by vystačil na několik románů. Avšak umělkyně z něho vytvořila dál už jen jednu knihu – Chudou přadlenu. Soustředila jej, zkomponovala v celek tak, aby mluvila sama realita, sám kraj a jeho drsná i krásná příroda, sám lid svým životem, svým charakterem, svými obyčeji, svou moudrostí, svou zkušeností i obrazotvorností, svým vypravěčským uměním a osobitým jazykem. Do menších tematických celků. které sledují rytmus lidského života od kolébky do hrobu, rytmus ročních období a společenského života na horské vesnici, zkomponovala autorka své poznatky a propůjčila svému vyprávění i svou lidskou účast, své porozumění a svou lásku.“